# Cosmosoma erythrarchos
Cosmosoma erythrarchos är en fjärilsart som beskrevs av Walker 1854. Cosmosoma erythrarchos ingår i släktet Cosmosoma och familjen björnspinnare. Inga underarter finns listade i Catalogue of Life.